# Anguilla breviceps
Anguilla breviceps är en fiskart som beskrevs av Chu och Jin, 1984. Anguilla breviceps ingår i släktet Anguilla och familjen egentliga ålar. Inga underarter finns listade i Catalogue of Life.